# الجمهورية الأمبروزية الذهبية
الجمهورية الأمبروزية الذهبية (بالإيطالية: Aurea Repubblica Ambrosiana) هي حكومة قصيرة الأجل (1447 - 1450) تشكّلت في ميلانو على أيدي أعضاء جامعة بافيا بدعم شعبي. تمكّنت الجمهورية الوليدة بمساعدةٍ من فرانشيسكو سفورزا من درء خطر قوات البندقية، لكن سفورزا انقلب عليهم وغزا ميلانو ليصبح دوق المدينة، وحُلّت بذلك الجمهورية الأمبروزية بعد ثلاث سنوات فقط من تأسيسها.